# Hoek-Gletscher
Der Hoek-Gletscher ist ein Gletscher an der Graham-Küste des Grahamlands auf der Antarktischen Halbinsel. Er fließt vom Simler-Schneefeld in östlicher Richtung und mündet südlich der Llanquihue-Inseln in die Hoek Bay, eine Nebenbucht der Dimitrov Cove an der Harrison-Passage.
Teilnehmer der British Graham Land Expedition (1934–1937) unter der Leitung des australischen Polarforschers John Rymill kartierten ihn. Das UK Antarctic Place-Names Committee benannte ihn 1959 nach dem deutschen Skifahrpionier Henry Hoek (1878–1951).